# Associazione Sportiva Cusiana 1937-1938
Questa voce raccoglie le informazioni riguardanti l'Associazione Sportiva Cusiana nelle competizioni ufficiali della stagione 1937-1938.

## Rosa
| N. |                   | Ruolo | Calciatore            |
| -- | ----------------- | ----- | --------------------- |
|    | Italia (bandiera) |       | Adolfo Bricchi        |
|    | Italia (bandiera) |       | Mario Bordes          |
|    | Italia (bandiera) |       | Luigi Carmagnola (I)  |
|    | Italia (bandiera) |       | Luigi Carmagnola (II) |
|    | Italia (bandiera) |       | Marco Cattaneo        |
|    | Italia (bandiera) |       | Pietro Conca          |
|    | Italia (bandiera) |       | Raffaele Corbetta     |
|    | Italia (bandiera) |       | Vittorio Cristina     |
|    | Italia (bandiera) |       | Giovanni Erbetta      |

| N. |                   | Ruolo | Calciatore        |
| -- | ----------------- | ----- | ----------------- |
|    | Italia (bandiera) |       | Danilo Giollo     |
|    | Italia (bandiera) | C     | Mario Manfredi    |
|    | Italia (bandiera) |       | Mario Mazzola     |
|    | Italia (bandiera) |       | Mario Peroni      |
|    | Italia (bandiera) |       | Narciso Sacchiero |
|    | Italia (bandiera) |       | Pietro Stringa    |
|    | Italia (bandiera) |       | Piero Toia        |
|    | Italia (bandiera) | A     | Giovanni Zanni    |